# كوريهارا طاميو
كوريهارا طاميو (باليابانية: 栗原民雄) (و. 1896 – 1979 م) هو لاعب جودو، من اليابان، ولد في هيميجي، هيوغو، توفي عن عمر يناهز 83 عاماً.